# Стадион у Делфима
Стадион у Делфима данас археолошки локалитет, у античкој Грчкој био је спортски објекат у почетку намењен само за атлетска а касније и за музичка такмичења. Спада у један од најбоље сачуваних споменика те врсте у свету. Јединствен је међу древним грчким стадионима по славолуку којим је украшен његов улаз.
Историјски гледано постојање и рад стадиона одвијао се кроз два периода: античког и римског. Изграђен је у 5. веку п. н. е. а ремоделован је неколико пута током векова. Садашњи облик стекао је у 2. веку п. н. е. када је Херод Атика финансирао изградњу камених седишта и лучних улаза.

## Положај
Стадион у Делфима налази се на највишоје тачки делфијских грађевина. Смештен је западно од Аполоновог светишта, али на вишој надморској висини, на падини и заравни планине Парнас, у оквиру полукружне избочине познате као Фердијаде, око 15 km југозападно од града-лука Кира у Коринтском заливу и 180 km од Атине.
Стадион у Делфима могло се прићи из два правца: морем преко луке Итеа и копном преко Беотије, након проласка кроз светилиште Атине проније (Pronaia) у Мармарији.
Од позоришта у Делфима стадион је удаљен неколико минута бржег хода по доста стрмој стази.

## Прва археолошка ископавања
Након зланог доба у античком и римском периоду, Делфи су опљачкане, док је његово благо однесено, како би украшавало градове његових освајача, међутим, коначни пораз је доживео 385 године нове ере, када је византијиски цар Теодосије, наредио његово укидање (замирање).
Након тога низ векова Делфи су били потпуно заборављени, као и многи антички градови.
Тек у 19. веку јавило се велико занимање француских археолога за Делфе. Прва ископавања у Делфима започела је Лаурент 1838. године, док су обимнија истраживања и ископавања настављена у 1892. години и са прекидима су трајала све до 1939. године.
Међу истраживачима посебно су се истакли „ђаци” француске археолошке школе у Атини: J. Bousquet, P. Amandry и други.
У Делфима не постоји никакав траг о урбанистичким изменама или рушењима од првих археолошких открића. У овом, као и у другим светилиштима додавани су нови археолошки локалитети али се, или није никад дирало у њихову аутентичност, или се поправљало и верно реконтруисало оно што би време, немарност или природне непогоде оштетиле.

## Краћа историја Делфа
Делфи се као село јављају већ у рано бронзано доба, упоредо са насељима као што су Тиринт, Микена, Орхоменос (Беотија) и друга. Врло рано постали су место култа. Било је то у касномикенском периоду, које је припадало божанствима Геји и Посејдону.
Грци су Делфе сматрали не само средиштем Хеладе него и света. Као светилиште и средиште Аполоновог култа у антици, прихвата се од 8. века п. н . е. Ово светилиште је пронело славу Делфа по читавом античком свету, јер се са њим није могло мерити ни једно друго пророчиште, па ни оно Зевсово у Додони у Епиру, нити оно у Дидими у Малој Азији.

## Намена
У почетку стадион је служио само за атлетска, а после и за музичка такмичења. На њему су одржаване такмичења под називом Питијске игре - панхеленске свечаности (друге по важности) које су се одржавале у част бога Аполона, на стадиону у Делфима, у подножју Парнаса.
У почетку на стдиону у Делфима Питијске игре су се одржавале сваких 8 година да би се од 582. године п. н. е. одржавале на сваке четири године и трајале су од 1 до 7 дана. На програму Питијских игара био је само један музички агон (борба, мегдан, такмичење у витешким играма код старих Грка), а затим су на програму били гимнастички, песнички и логографски агони.

## Архитектура
Први стадион, из 5. века п. н. е., није имао камена седишта, него насуту земљу са стране, која је служила као нека врста трибине. Седишта од камена саграђена су уз помоћ Херода Атике (богатог мецене) из Хардијановог доба (2. век п. н. е.).
Стадион је облика потковице, дужине 187 m, са два паралелна низа седишта која се полукружно спајају на западном крају. Седишта су издигнута 1,30 m од тла. На северној страни је била правоугаони трибина у којој су седеле судије на клупама. На северној страни страдион је имао дванаест нивое седишта, са 13 степеништа, док је јужна страна имала само шест нивоа, због великог нагиба падине. Оба дела трибина подељена су са; 13 степеништа на северној страни страдион и три на јужној.
Арена стадиона била је дуг 177,55 m, а широк 25,50 m; на југозападној страни завршавала се полукружно.
Степеничаста седишта на северној страни до данас су добро сачувана, док су на јужној местимично
потпуно порушена.
Око средине северног гледалишта, уз задњи ред, била су места за судије и друге службене особе. На источној улазној страни стадиона, на почетку писте, виде се велика четири стуба носача славолука који су подигли Римљани. Од славолука је почињао мимоход поворке такмичара и судија на дан отварања Питијиских игара.
Стадион је могао да прими око 6.500 (7.000) гледалаца. Пре градње стадиона такмичења су се одржавала на хиподрому, за који се претпоставља да се налазио у долини насеља.